# Carlo Dabbene
Carlo Dabbene (fl. XX secolo) è stato un calciatore italiano, di ruolo attaccante.

## Carriera
Giocò con la SPAL per quattro stagioni, di cui tre in Prima Divisione.

## Palmarès

### Club

#### Competizioni nazionali
- Seconda Divisione: 1

SPAL: 1925-1926